# Cantalupo in Sabina
Cantalupo in Sabina é uma comuna italiana da região do Lácio, província de Rieti, com cerca de 1.621 habitantes. Estende-se por uma área de 10 km², tendo uma densidade populacional de 162 hab/km². Faz fronteira com Casperia, Forano, Poggio Catino, Roccantica, Selci, Torri in Sabina.

## Demografia
| Variação demográfica do município entre 1861 e 2011                               |
|                                                                                   |
| Fonte: Istituto Nazionale di Statistica (ISTAT) - Elaboração gráfica da Wikipedia |